# Terminologia numismatica
Questa voce è un insieme di brevi definizioni di termini propri dalla numismatica.
La numismatica (antico greco: νομισματική) è lo studio scientifico del denaro e della sua storia in tutte le sue varie forma. In genere i numismatici studiano prevalentemente le monete, tuttavia la disciplina include anche lo studio delle banconote, certificati azionari, medaglie e, più in generale, di tutti i mezzi di pagamento e degli oggetti monetiformi.

## Monete
I termini seguenti si riferiscono prevalentemente alle monete o ad altre forme di denaro metallico.
| Indice A B C D E F G H I J K L M N O P Q R S T U V Z Fonti — Altri progetti |

### A
Æsigla usata per indicare monete in rame o bronzo. Dal latino Aes, con questo significato.
Acciaio inossidabileuna lega di ferro, carbonio e altro che previene la formazione della ruggine.
Acmonital(acciaio monetario italiano): una lega usata in Italia per la coniazione delle monete.
Affrontatotermine usato per indicare due figure poste una di fronte all'altra.
al pezzol'espressione si usa quando il peso del tondello è verificato singolarmente. Se si conta il numero dei tondelli prodotti da una data quantità di metallo si usa l'espressione "al marco".
Anepigrafomoneta o (faccia) in cui è rappresentato esclusivamente il tipo senza legenda.
ARsigla usata per indicare monete in argento. Dal latino argentum. In chimica il metallo è invece indicato con Ag.
Asse del coniorapporto tra la posizione del dritto e rovescio: misura la differente angolazione tra l'asse del dritto e quello del rovescio. Si misura in gradi o in ore del quadrante dell'orologio
AVsigla usata per indicare monete in oro. Dal latino aurum, scritto AVRVM. In chimica il metallo è indicato con Au.

### B
BIsigla usata per indicare monete in biglione (v. sotto).
è comunemente in uso tra i numismatici per indicare una biga al galoppo, mentre l'espressione biga (o quadriga) lenta è usata se i cavalli sono al passo.
Biglioneuna lega di argento con meno del 50% di metallo pregiato; a volte lo stesso termine è usato anche per indicare l'oro a bassa caratura.
Bordomargine della moneta leggermente in rilievo.
Bratteatosottile moneta d'argento battuta solo su una faccia
Bronzitallega di bronzo composta da rame e alluminio usata nelle monete italiane
Bronzolega di rame con zinco e stagno.

### C
Campolo spazio della faccia della moneta libero da immagini e legende
Caratounità di misura pari a 0,2 grammi, cioè 1/24 di oncia.  Viene usato per quantificare le parti di oro in una lega. Un carato equivale a una parte di oro su 24: 18 carati è pari a 750/1.000 di fino.
Centumtermine latino per indicare un centesimo dell'unità monetaria. In inglese cent, italiano centesimo, altre lingue: centavos, centimos, centesimos, centimes.
Collareanello esterno usato nel processo di coniazione che tiene fermo il tondello mentre viene colpito dagli altri conii. A volte reca un terzo conio.
ConioIl pezzo metallico con l'impronta, usato per coniare le monete.
espressione usata per indicare un conio che ha avuto un uso prolungato e quindi lascia un'impronta poco marcata.
Contornomargine della moneta che spesso contiene lettere o altre decorazioni.
ContromarcaLettera o altro punzonato su una moneta per cambiare il valore, il nome dell'autorità che emette. Sono punzonate anche monete che fanno parte di alcune collezioni rinascimentali.
CoronaMoneta di grande modulo, prevalentemente coniata in metallo prezioso.
Corso legaleMoneta, o più in generale valuta che deve essere accettata in pagamento.

### D
Data AlterataData falsa messa su una moneta per frodare i collezionisti, di solito per renderla di maggior valore.
DivisaSchema o emblema usato nel disegno di una moneta.

Difetto di conioImperfezione di vario tipo causata da un conio danneggiato.
Diritto di coniazioneil diritto a coniare monete. Di norma veniva concesso dall'imperatore.
Double Eaglemoneta d'oro degli Stati Uniti da 20 dollari.
DobloneNome popolare di monete d'oro spagnole dal valore di un doppio scudo d'oro.
Dollaro spagnoloEspressione usata in ambito anglosassone per indicare il pezzo da 8, la moneta d'argento da 8 reales coniata dalla Spagna e dalle sue colonie dal 1497 al 1864.
Dritto (o diritto o anche recto)Faccia della moneta - o di una banconota - con la figura più importante e, in genere, destinata a contenere le immagini, le raffigurazioni o le legende relative all'autorità emittente. Opposto al rovescio. Non sempre è chiaro quale sia il dritto. Nelle monete antiche in genere si considera dritto il lato impresso dal conio di incudine e quindi convesso.

### E
Eagle (aquila)Moneta d'oro degli Stati Uniti del valore di 10 dollari. Lo stesso nome è usato per le monete di pari valore emesse dopo il 1986 in lega meno pregiata.
EffigieL'immagine raffigurata di una persona (o più).
ElectrotypeRiproduzione di una moneta, eseguita con il processo di elettrodeposizione, spesso usata nelle mostre.
ElettroLega naturale di oro e argento. Usata nelle prime coniazioni dell'Asia minore. Abbreviata con El.
Errore di conioUno degli errori che può presentare una moneta, può essere dovuto a varie cause.
EsergoSezione inferiore della moneta, separata dal tipo principale della moneta, in essa sono situati: il valore, la data o l'etnico, ecc.
Etniconelle monete greche era riportato non il nome della città ma quello della popolazione, di norma al genitivo plurale (dei Siracusani, dei Napoletani, ecc.).

### F
Finezzapurezza del contenuto del metallo prezioso espressa in millesimi. Anche titolo.
Fior di conioespressione utilizzata per indicare le monete che non sono state utilizzate per i pagamenti normali e che di conseguenza non hanno alcun segno di usura, tipico invece delle monete utilizzate per le transazioni. Si tratta del grado più elevato di conservazione.
Frontefaccia principale di una banconota. Di norma riporta le indicazioni dell'autorità emittente. Opposta a retro (v.)

### G
Gettone(Token coin) pezzo monetiforme coniato da un privato che può essere usato in cambio di beni o servizi.

### I
IbridoMoneta battuta con due conii non previsti a essere usati assieme.
Improntal'insieme del tipo e della legenda, che costituisce quindi il disegno completo di una faccia della moneta.
IncisorePersona che incide l'immagine in un conio.
Incusoparte del disegno della moneta che è incavato sotto il livello della superficie.

### K
Klippetermine tedesco che indica monete, per lo più di necessità, battute usando tondelli poligonali, tagliati in modo a volte irregolare da lastre metalliche. In genere hanno quattro o più lati.

### L
Laureatotesta con corona d'alloro.
LegaMiscela omogenea di due o più elementi, in cui il composto finale ha proprietà metalliche.
lettere e parole presenti sulla moneta; assieme al tipo forma l'impronta.
Lingottometallo prezioso (platino, oro e argento) in varie forme, per lo più parallelepipedo, valutata a peso.

### M
Medaglia(fr. maille) era una moneta, quella di minor valore nel Medioevo. Furono coniate tra il XII e il XIII secolo, in diverse zecche italiane, tra cui Bologna, e francesi.
Metallo monetarioil metallo usato per battere moneta. I più frequenti sono argento (AR), oro (AV o AU) e bronzo (AE o Æ). Nella monetazione moderna sono usate leghe speciali.
Millesimoanno di coniazione di una moneta.
diametro di una moneta, comunemente espresso in millimetri; per le monete non circolari di norma si riporta il diametro maggiore.
Moneta anepigrafamonete (o faccia) su cui non è presente la legenda
Moneta bimetallicamoneta il cui tondello è composto da due o più metalli.
Moneta d'imitazionemoneta coniata da una zecca copiando quella di un'altra più famosa, pratica diffusa sia nell'antichità sia nel Medioevo.
moneta d'argento con elevata quantità di rame. Da aes, aeris: bronzo.
Moneta fusamoneta prodotta colando metallo in uno stampo.
Moneta ossidionalemoneta di emergenza coniata durante un assedio (dal lat. obsidium, assedio)
Monetazioneil sistema monetario di uno stato o di una comunità omogenea da un punto di vista culturale, storico, ecc.
MottoFrase o insieme di parole che descrivono motivazioni o intenzioni di un gruppo o di un'organizzazione.
Monofaccialevedi Uniface

### N
Notgelddenaro di emergenza o di necessità (tedesco)

### O
Oro nordicolega usata nelle monete 10, 20 e 50 euro-cent

### P
Patinapellicola superficiale causata dall'ossidazione, usualmente verde o marrone che si trova per lo più su monete d'argento o di bronzo.
nome attribuito comunemente alla monete coniate dalla città di Corinto, con l'immagine di Pegaso in volo al dritto e Atena al rovescio, e alle monete coniate da altre città greche con gli stessi tipi e le stesse caratteristiche ponderali.
Peso monetariopeso di bronzo od ottone usato per verificare il peso delle monete. Porta l'indicazione della moneta da verificare.
Piedenumero di pezzi che possono essere prodotti con una certa quantità di metallo (prezioso).
PiedfortParola francese che indica una moneta coniata su un tondello più spesso del solito.
Proof(o "fondo a specchio") - moneta il cui tondello prima della coniazione viene lucidato e viene battuta usando conii di particolare qualità. Si tratta di una produzione indirizzata ai collezionisti.
Prova(Essay) - tondello che viene battuto per verificare il disegno di una nuova, prima di cominciarne la produzione.
Punzoneasta di metallo che reca all'estremità una lettera o un segno in positivo che è usato per imprimere il disegno della moneta su un conio.

### Q
Quadriga velocevedi biga

### R
Retrofaccia di una banconota, opposta a fronte (v.)
Riconiaggiouna moneta battuta con un conio originale ma in una data successiva all'emissione originale. Il tallero di Maria Teresa è forse l'esempio più noto.
Ricotturariscaldamento di una moneta a temperatura inferiore a quella di fusione, seguito da lento raffreddamento, per ridurre tensioni residue interne
Rigaturaun insieme di piccole righe presenti sul bordo di alcune monete.
Rilievoparte del disegno di una moneta che è più in alto rispetto al campo.
Rovescio (o verso)faccia opposta al dritto (v.)

### S
Saggio (Assay)Test per accertare il peso e la purezza di una moneta.
scala ideata da Mionnet per misurare il modulo delle monete.
ScultoreArtista che ha creato il disegno della moneta.
Segno di zecca (o marchio di zecca)Lettera o simbolo usata per indicare in quale zecca è stata coniata la moneta.
Sequenza dei coniiMetodo, introdotto da Friedrich Imhoof-Blumer, per ricostruire la datazione relativa della monete. Si basa sull'analisi dei conii.
SerieInsieme di monete coniate con uno specifico disegno e valore.
Serie annualeInsieme di monete emesse in una specifica annata, contenente un esemplare di ogni denominazione di quell'anno.
Sovrabattituraconiazione usando una moneta precedentemente coniata anziché un tondello. L'analisi delle sovrabattiture è uno dei metodi usati per valutare la datazione reciproca delle monete.

### T
il disegno originale che distingue la moneta; assieme alla legenda forma l'impronta.
Tipo parlantetipo presenta un disegno che richiama il nome della comunità (una rosa (rhodon) per Rodi).
Titolopercentuale di metallo prezioso presente nella moneta.
Tondellodisco metallico liscio preparato a ricevere l'impronta del conio.
Tosaturapratica con cui si asporta parte della moneta allo scopo di impossessarsi di metallo prezioso.

### U
Unicumtermine latino usato per indicare un pezzo di cui non si conosce un altro esemplare.
termine inglese per indicare una moneta (o oggetto monetiforme) impresso solo su un lato. Lo stesso termine è usato anche per le banconote. Anche monofacciale e bratteato.

### V
Valore intrinsecoValore del metallo prezioso contenuto in una moneta.
VarietàDisegno di una moneta o gruppo di monete che lo differenzia dalle altre della stessa serie.
Varietà di conioAlterazione minore nel disegno del conio durante la sua vita.

### Z
Zeccalaboratorio o officina per la fabbricazione di monete.